# イップ・マン 葉問
『イップ・マン 葉問』（イップ・マン ようもん、原題：葉問2、英題：Ip Man 2）は、2010年に制作された香港映画。ウィルソン・イップ監督、主演はドニー・イェン、サモ・ハン・キンポー、ホァン・シャオミン、リン・ホンなど。前作『イップ・マン 序章』のヒットを受けて制作された、実在の武術家、葉問（イップ・マン）を主人公とするカンフー映画。日本での公開は2011年1月22日。

## ストーリー
1949年、終戦直後のイギリス領香港。詠春拳の使い手である武術家のイップ・マン（ドニー・イェン）は妊娠した妻と子と共に移住していた。知り合いである新聞社の編集長のつてを頼って物件を借入、武館を開く。当初は門下生が集まらず、妻が内職をして家計を支えていたが、ある日、イップの元にウォン（ホァン・シャオミン）という青年が現れ勝負を挑んできた。その圧倒的な強さに惚れ込んだウォンは、自分の仲間らと共にイップの弟子となる。こうしてウォンらの協力を経てイップの武館に通う門下生は徐々に増えていった。
ある日、ウォンは町で洪拳の門下生と悶着を起こし、拉致されてしまう。イップは単身、弟子が拉致された洪拳の門下生らが働く魚市場に乗り込み、襲い来る市場の人間らを相手にウォンを助けだすが、そこに魚市場の経営者であり、洪拳の師範でもあるホン（サモ・ハン・キンポー）が現れる。香港に存在する様々な門派の武館の元締めであるホンから、自分たちに認められる腕を持つかどうかの試験として、不安定な机の上で各門派の師範からの挑戦に勝利して初めて武館を持つことが出来るという掟を聞かされる。
その茶樓での対戦で、名乗りを上げた猴拳と八卦掌の2人の師範を次々と倒したイップに対し、他の門派の師範がしり込みする中、とうとう長であるホンが立ち上がった。激しい戦いの末、勝負は引き分けとなり、ホンは会費を納めることを条件に武館を開くことを認めた。しかし会費が私腹を肥やすためと判断したイップはそれを拒否してその場を去った。
会費を納めることを拒否された上、その対決の様子を新聞記事にされたことで面子を潰されたホンは、弟子がイップの弟子へ行う挑発行為を黙認。結果、挑発に乗ってしまったウォンらが喧嘩騒ぎを起こして、借りていた武館から退去するよう追い込まれてしまった。
イップはホンのもとへ赴き、弟子の行為と金銭の徴収に拘るホンを非難するが、香港を統治するイギリスの警察組織に賄賂を贈ることで香港武術界の安泰を図るホンは考えを変えるどころか茶樓で付かなかった決着をつけようとする。そこへ急に入ってきた自分の息子を誤って蹴りかけてしまったところをイップによって救われる。
武館の閉鎖にもめげずに公園や自宅を利用して門下生らと修業を続けていたイップの前にある日ホンが現れ、息子を助けてくれた礼として自身が運営にかかわっているボクシング大会のチケットを差し出す。イップとウォンら門下生らは大会へ赴くが、そこで選手として出場したイギリス人ボクシングチャンピオン、ツイスター（ダーレン・シャラヴィ） が試合後のリングで演武を披露していたホンの門下生らを挑発し侮辱。結果、乱闘騒ぎになり、ホンの門下生やウォンらが負傷する。イップとホンの介入で乱闘は治まったが、ツイスターのあまりの横暴な振る舞いにホンの怒りが爆発。謝罪を要求するがツイスターは「自分と勝負して倒すことができたら謝罪をする」と言いだす。ホンは香港武術界の誇りをかけ勝負を許諾。急遽リング上にて洪拳の師範、ホンとイギリス人ボクサーとの異種格闘技戦が執り行われることとなる。
当初は巧みな技でツイスターと互角の戦いを展開するも、ツイスターのタフネスさと強打の前に徐々に劣勢を強いられるホン。イップは試合を中断させようとするがホンは強い意志でそれを拒否。ついには強打を連続で頭部に受け、命を落とした。
香港の新聞社はこの出来事を大きく報道。市民らの反英感情が高まる中、イギリス側は正式な異種格闘技戦を行うことで中国と自分たちの面子を保とうとする。挑戦者を募る会見にて不遜な態度を取るツイスターに、イップが現れ試合を申し込む。こうして香港市民らが見守る中、詠春拳のイップとイギリス人ボクサーのツイスターとの死闘の火蓋が切られようとしていた。

## 出演
| 役名                           | 俳優                                                 | 日本語吹替 |
| ------------------------------ | ---------------------------------------------------- | ---------- |
| イップ・マン（葉問）           | ドニー・イェン（甄子丹）                             | 大塚芳忠   |
| ホン（洪震南）                 | サモ・ハン・キンポー（洪金寶）                       | 水島裕     |
| ウォン・レオン（黄樑）         | ホァン・シャオミン（黄暁明）                         | 三木眞一郎 |
| ウィンシン（張永成）           | リン・ホン（熊黛林）                                 | 恒松あゆみ |
| カム・サンチャウ（金山找）     | ルイス・ファン（樊少皇）                             | 志村知幸   |
| ツイスター                     | ダレン・シャラーヴィ（Darren Shahlavi）              | 船木真人   |
| 刑事（肥波）                   | ケント・チェン（鄭則仕）                             | 島香裕     |
| チョウ・チンチュン（周清泉）   | サイモン・ヤム（任達華）                             | 牛山茂     |
| コンユウ（周光耀）             | 鄭家星                                               |            |
| ワイケイ（鄭偉基）             | デニス・トー（杜宇航）                               | 高橋英則   |
| チュン（葉準）                 | 李澤                                                 |            |
| リョン（梁根）                 | ゴナン・ケリー（敖嘉年）                             | 田中允貴   |
| 徐世昌                         | シー・シャオロン（釋小龍）                           |            |
| ロー師匠（羅師傅）             | ロー・マン（羅莽）                                   |            |
| チェン師匠（鄭師傅）           | フォン・ハックオン（馮克安）                         |            |
| ボクシングのリングアナウンサー | ブライアン・トーマス・バレル（Brian Thomas Burrell） |            |
| ウォーレス署長                 | チャールズ・マイヤー（Charles Mayer）                | 宗矢樹頼   |
| ブルース・リー（子供の時代）   | 蒋岱言                                               |            |

## スタッフ
- 監督：ウィルソン・イップ（葉偉信）
- 脚本：エドモンド・ウォン（黃子桓）
- 製作総指揮：鄭強輝
- 製作：レイモンド・ウォン（黃百鳴）
- アクション監督：サモ・ハン・キンポー（洪金寶）
- 音楽：川井憲次
- 撮影：プーン・ハンサン (潘恆生)
- 編集：チョン・ガーファイ（張嘉輝）
- 美術：ケネス・マク（麥国強）
- 衣裳：リー・ピックワン（利碧君）
- 詠春・総顧問： イップ・チュン（葉準）

## エピソード
- イップ・マンが円卓で戦う相手として、猴拳（こうけん、猿拳ともいう）のロー師匠にロー・マン、八卦掌（はっけしょう）のチェン師匠にフォン・ハックオンという、ショウ・ブラザーズ時代から活躍するオールド功夫映画ファンにとってはお馴染みの俳優が演じた[1]。

- その2人の後、ドニー・イェンとサモ・ハンが戦う2分20秒ほどのテーブルのシーンには、のべ8日間を費やした[2]。

- ツイスター役のダレン・シャラーヴィは、1990年代半ばに香港に渡りウー・ジン主演の『太極神拳』をはじめ、2015年に亡くなるまで[3]香港やアメリカなど映画テレビに数多く出演していたイギリス人アクション俳優。少年時代にブルース・リーの『燃えよドラゴン』に魅了された一人でリーと戦ったサモ・ハン・キンポーのファンであり、また1989年ロンドンでプロモーションを兼ねて開かれた「ドニー・イェン アクションセミナー」に、17歳のドニーファンとして参加もしていた。それから長い時を経て同じ映画で2人と戦った彼は「夢が叶った」とインタビューで語っている[4]。

- 劇中、一番弟子のレオンにイップ・マンが「誰も常に一番でいることは出来ない」と語る言葉はドニー・イェン自身が考えた。[5]。

- アクション監督であり今作では出演もしたサモ・ハン・キンポーは、クランクイン直前に心臓の緊急手術を受けている[6]。しかしそれをものともせず撮影に参加した。ツイスターとの対決シーンでは、シャラヴィのパンチをまともにくらいその場で気絶。イップ監督がすぐに病院に行くように指示をしたが「ちょっと休めば大丈夫」と撮影を続行。撮影の終わった5時間後に病院でようやく治療を受け四針を縫った。彼はアクシデントに怒るどころかミスしてしまったシャラビィを気遣い、そのプロ意識の高さと度量の広さには誰もがあらためて感服したという[7]。

- 過去映画で様々なスタイルのアクションを演じてきたドニー・イェン。彼は必要に応じ功夫を使い分けているという。イップ・マンを演じた時は詠春拳に専念したが、劇中の詠春拳を正統でないという意見に対しては「あくまでもドニー・イェンスタイルの詠春拳」と答えている[2]。

- ストーリーの終盤、試合後のイップ・マンがマイクで観客に語る台詞について監督ウィルソン・イップは、「これは外国人ではなく中国の若い人達に向けたもの。何故中国人は互いを尊重できないのか？受け止め方は観客それぞれだが、私にとっては言うべきことだった」と話している[8]。

- 俳優、映画、テレビ番組、ビデオゲームに関する情報を集めた世界最大のオンラインデータベースIMDb（Internet Movie Database）における「2010年度ユーザーが評価した映画Top 25（Top 25 User-Rated Movies of 2010）」では12位に選出された[9]。これは、25本中で唯一英語を喋らない主人公である。

- 過去何度も制作についての噂が取り沙汰されていたパート3の『イップ・マン 継承』であるが、ウィルソン・イップ監督、ドニー・イェン主演で2015年12月に香港はじめアジア、イギリス、ニュージーランド、アメリカなどで公開された。日本では2017年4月22日公開。前2作のサモ・ハンに代わり、この続編ではユエン・ウーピンがアクション監督を務め[10]、引き続きリン・ホン、新たにマックス・チャンや元プロボクサーでWBC世界ヘビー級チャンピオンのマイク・タイソンが出演[11]、また当初CGIで登場すると発表された[11]ブルース・リーについては、最終的に香港の俳優ダニー・チャンが演じている[12]。音楽については1作目から担当している川井憲次が続投した。

## サウンドトラック
- サウンドトラックCDとして2010年4月27日に香港でリリースされた。現在は廃盤。『イップ・マン 序章』に続き、作曲は日本の映画アニメドラマをはじめ、アジアでも活躍する川井憲次。

収録曲：
1. 聚、散
2. 当下
3. 武
4. 師徒
5. 無明
6. 講手
7. 營救
8. 泰然
9. 以武会友
10. 高下立見
11. 不相上下
12. 擾
13. 止戈為武
14. 目空一切
15. 正義
16. 仁義
17. 鍛
18. 前夕
19. 戦場
20. 同心
21. 回家
22. 葉問

## 主な受賞
第47回金馬奨（2010年）
- 最優秀アクション設計賞（受賞）：サモ・ハン・キンポー

第5回アジア・フィルム・アワード（2011年）
- 助演男優賞（受賞）：サモ・ハン・キンポー

第30回香港電影金像奨（2011年）
- 最優秀アクション設計賞（受賞）：サモ・ハン・キンポー
- 最優秀編集賞（受賞） ：チョン・ガーファイ（張嘉輝）